# Labyrinth (Kit Watkins)
Labyrinth is het debuutalbum van de Amerikaanse multi-instrumentalist Kit Watkins als soloartiest. 
Na het uiteenvallen van Happy The Man en zijn korte periode bij Camel is zijn naam gevestigd en men ziet heil in het uitbrengen van een soloalbum. Enig medemusicus is Coco Roussel; drummer bij Happy The Man. Watkins kwam met een album met een mengeling van progressieve rock, fusion met tekenen van new agemuziek. Het album werd voor het merendeel opgenomen in de Island Studios te Clarksburg (Maryland). 
Het album werd in 1981 uitgebracht op Watkins’ eigen platenlabel Azimuth Records (AZ-1001). In 2000 volgde een compact disc-versie op budgetlabel One Way met twee extra delen Cycles.

## Musici
- Kit Watkins – alle instrumenten waaronder synthesizers (minimoog, clavinet, Solina String Ensemble),  dwarsfluit, sopraansaxofoon en drummachine.
- Coco Roussel – slagwerk, percussie

## Muziek
Allen van Watkins, behalve waar aangegeven

| Nr. | Titel                                           | Bijzonderheid | Duur |
| --- | ----------------------------------------------- | ------------- | ---- |
| 1.  | Glass of time (Watkins)                         |               | 4:38 |
| 2.  | Mount St Helens (Watkins)                       |               | 5:00 |
| 3.  | Coin-Op Era (Watkins)                           |               | 4;13 |
| 4.  | Labyrinth (Watkins)                             |               | 7:34 |
| 5.  | Spring 1980 (Watkins)                           |               | 3:54 |
| 6.  | While crome yellow shine (Watkins, Frank Wyatt) |               | 4:37 |
| 7.  | Spooks (Watkins)                                |               | 6;13 |
| 8.  | Two worlds (Watkins)                            |               | 4:45 |
| 9.  | 4 bars – 1 unit (Watkins)                       |               | 5:56 |
| 10. | Cycles 1 (Watkins)                              |               | 1:40 |
| 11. | Cycles 2 (Watkins)                              |               | 3:26 |
| 12. | Cycles 3 (Watkins)                              |               | 3:23 |

Mount St Helens verwijst naar de berg Mount St. Helens en was op Camels album Nude te horen onder de titel Docks. Ook delen van Labyrinth waren op dat album van Camel te horen. Watkins werd echter als musicus niet vermeld op dat album. Spooks en Cycles 1 werden opgenomen in lente van 1980; Cycles 2 en 3 na het uitgeven van de elpee. Frank Waytt was collegamuzikant in Happy The Man.